# Hershey Company
The Hershey Company, dall'aprile 2005 Hershey Foods Corporation, comunemente chiamata Hershey's, è la più grande compagnia statunitense nella produzione di cioccolato. L'azienda produce anche prodotti da forno tra cui torte e biscotti, inoltre vende bevande come milkshake.
Ha il suo quartier generale ad Hershey, in Pennsylvania, una città permeata dall'aroma del cacao, e sede presso la Hershey's Chocolate World.

## Storia
Venne fondata da Milton S. Hershey nel 1894 come Hershey Chocolate Company, succursale della sua Lancaster Caramel Company. La Hershey vende i suoi prodotti nella rete commerciale mondiale ed è conosciuta anche per la produzione del cioccolato delle forze armate statunitensi. La compagnia è famosa in tutto il mondo per il gusto dei suoi cioccolatini, unico al mondo. Storicamente durante il processo produttivo venivano ossidati moltissimi acidi grassi (specialmente acido butirrico) tipici della pianta del cacao e questo conferiva al cioccolato il suo caratteristico sapore, piuttosto sgradevole, ma particolarmente apprezzato dalla clientela statunitense. 
Oggi la ditta, oltre ad essersi specializzata nella produzione di cioccolato classico, continua a produrre il particolare cioccolato americano, aggiungendo dell'acido butirrico, al fine di conferirgli il particolare aroma. Le barrette alle mandorle Hershey e le caramelle al caramello Rolo furono conservate assieme ad altri dolciumi nella Candy Desk (scrivania delle caramelle) del Senato degli Stati Uniti, una tradizione iniziata negli anni '60 per cui un senatore tiene in una scrivania del Senato dolciumi da offrire ai colleghi senatori.